# Occidenchthonius espanyoli
Espèce
Synonymes
- Chthonius espanyoli Zaragoza & Pérez, 2013

Occidenchthonius espanyoli est une espèce de pseudoscorpions de la famille des Chthoniidae.

## Distribution
Cette espèce est endémique d'Andalousie en Espagne. Elle se rencontre dans la grotte Cueva Secreta del Poyo Manquillo à Cazorla, dans la grotte Sima Jesusín à Hornos et dans les grottes du Complejo del Arroyo de la Rambla à Peal de Becerro.

## Description
Le mâle holotype mesure 1,78 mm.
Les mâles mesurent de 1,78 à 1,88 mm et les femelles de 1,74 à 1,94 mm.

## Étymologie
Cette espèce est nommée en l'honneur de Francesc Español Coll (1907–1999).

## Publication originale
- Zaragoza & Pérez, 2013 : Hypogean pseudoscorpions (Arachnida) from Jaén province (Andalusia, Spain), with descriptions of four new species and a new synonymy. Zootaxa, no 3700(2), p. 201–225.